# Église Notre-Dame-du-Rosaire de Doha
Pour les articles homonymes, voir Église Notre-Dame-du-Rosaire.
L'église Notre-Dame-du-Rosaire, située à Doha, au Qatar, est la première église catholique ouverte sur une terre musulmane wahhabite. Le lieu de culte a ouvert ses portes le vendredi 14 mars 2008.

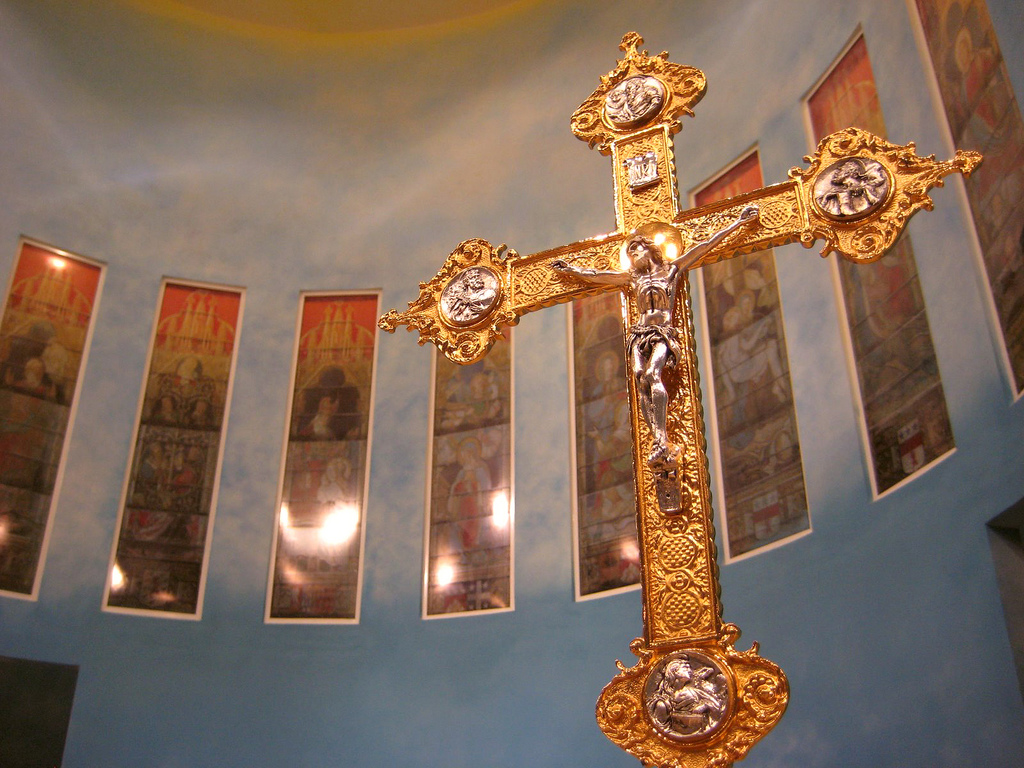
Église Notre-Dame-du-Rosaire (Doha)

Le Qatar, où se pratique, comme en Arabie saoudite, un islam rigoriste, se refusait jusqu'alors à ouvrir un lieu de culte catholique, notamment destiné aux milliers de travailleurs immigrés proche-orientaux ou asiatiques de confession catholique. Elle ne porte cependant à l'extérieur ni symbole religieux, ni clocher.
L'église peut accueillir 2 000 personnes. 